# Convoi no 16 et 17 du 31 octobre 1942
Les convois XVI et XVII du 31 octobre 1942 furent les seizième et dix-septième convois de déportation à quitter le territoire belge en direction d'Auschwitz-Birkenau,. Ces deux convois furent regroupés pour n'en former qu'un seul. Ce convoi fut le dernier de l'année 1942. Au terme de cette année, 17 000 juifs auront été déportés soit 70 % du nombre total de ceux qui le seront entre août 1942 et juillet 1944.
Ces deux convois partirent à l'origine du nord de la France et étaient composés en majorité de travailleurs juifs forcés qui avaient été recrutés pour la construction du Mur de l'Atlantique.
Comme le quota de 10.000 juifs à déporter n'avait pas été atteint, il fut décidé de renvoyer vers Malines ces hommes qui travaillaient pour le compte de l'Organisation Todt. La plupart des évasions eurent lieu après le départ de la gare de Malines vers la frontière du Reich.
Le convoi XVI comportait 823 déportés (702 hommes et 121 femmes), dont 43 enfants de moins de seize ans

Le convoi XVII comportait 875 déportés (674 hommes et 201 femmes), dont 77 enfants de moins de seize ans.
Soit 1698 déportés au total. À leur arrivée à Auschwitz, leur histoire se confond.